# Pulau Sapanggar
Pulau Sapanggar oder Pulau Sepangar ist eine zum malaysischen Bundesstaat Sabah gehörende Insel im Südchinesischen Meer an der Einfahrt zur Sapanggar Bay. Die überwiegend bewaldete Insel liegt etwa 10 Kilometer nördlich von Kota Kinabalu und steigt vom Meer aus steil zu einem Höhenrücken mit zwei Berggipfeln von 150 und 181 Metern an. Sie erstreckt sich über 2,5 Kilometer in nördlicher Richtung und ist bis zu einem Kilometer breit.